# Melrose Park (Illinois)
Melrose Park es una villa ubicada en el condado de Cook y que forma parte del área metropolitana de Chicago, en el estado de Illinois en los Estados Unidos. En 2020, la población registrada por el censo fue de 24,796 habitantes. Los códigos postales del pueblo son 60160, 60161 y 60164. Los prefijos son 708 y 464.

## Geografía
Melrose Park, Illinois se encuentra a 16 millas al oeste de Chicago. Melrose Park está situada en las coordenadas 41°54′0″N 87°52′0″O / 41.90000, -87.86667.

## Demografía
Según el censo del año 2003 había 23,171 habitantes, 7,631 viviendas y 5,448 familias residiendo en la aldea. La densidad de población era de 5,465.7/km². La conformación racial de la aldea era 71.53% blancos, 2.92% afroamericanos, 53.88% hispanos o latinos, 1.99% asiáticos, 0.49% nativos americanos, 20.08% de otras razas y 2.97% de dos o más razas.

## Educación
Distritos escolares de las escuelas primarias y secundarias que sirven a Melrose Park:
- Distrito Escolar 89 de Maywood-Melrose Park-Broadview gestiona escuelas públicas primarias y medias.
  - Jane Addams Elementary School
  - Melrose Park Elementary School
  - Stevenson Elementary School
- Distrito Escolar 83 de Mannheim
  - Mannheim Middle School
  - Scott Elementary School
  - Enger School (para estudiantes discapacitados)
- Distrito Escolar 88 de Bellwood
  - Grant Elementary School

El Distrito 209 de Escuelas Secundarias del Municipio de Proviso gestiona la Proviso East High School, que sirve a Melrose Park, en Maywood.
Escuelas privadas.
- Apostles Lutheran School
- H. McNelty School
- Sacred Heart School
- St. Charles Borromeo School
- Walther Christian Academy

Escuelas privadas en otras ciudades cercanas: Fenwick High School en Oak Park y St. Patrick High School (Chicago)|St. Patrick High School en Chicago.
Triton College es el colegio comunitario del área.

## Personalidades notables
- Carol Lawrence
- Corey Maggette
- Michael Finley
- Caroline Myss
- Bob Nardella